# Tamba sondaicus
Tamba sondaicus là một loài bướm đêm trong họ Noctuidae.